# Haxo (metropolitana di Parigi)
Haxo  è una stazione fantasma della metropolitana di Parigi.

## La stazione
La stazione è priva di uscite e non è mai entrata in servizio. Costruita nel 1920, è sita sulla cosiddetta voie des Fêtes, una galleria di giunzione tra le linee 3 bis e 7 bis, che dovrebbe essere sfruttata in un prossimo futuro per la loro unificazione (con annessa apertura di questa fermata).
La stazione ha un unico binario con una banchina al suo lato.

## Galleria d'immagini

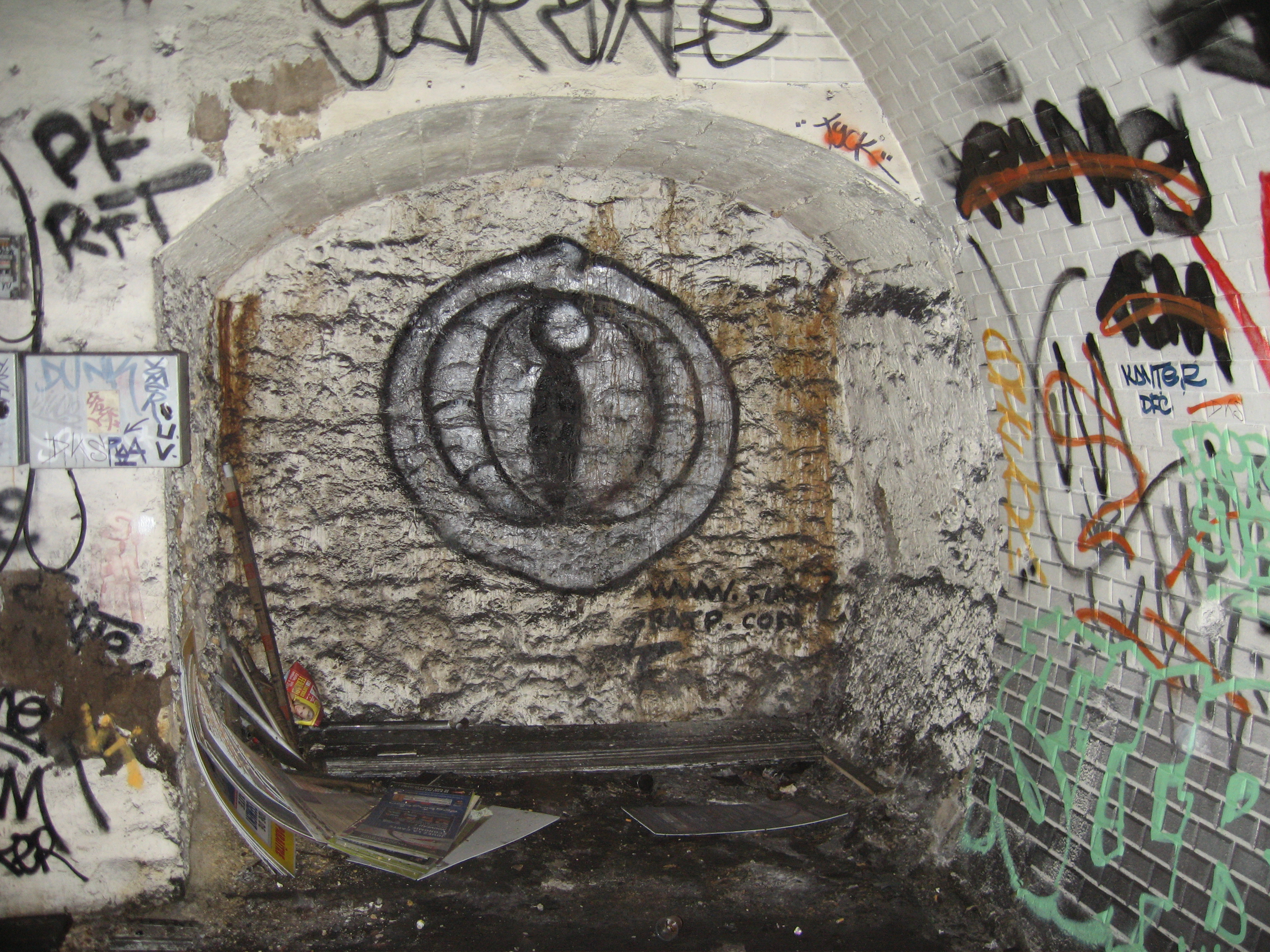
Uno dei previsti ingressi, murato
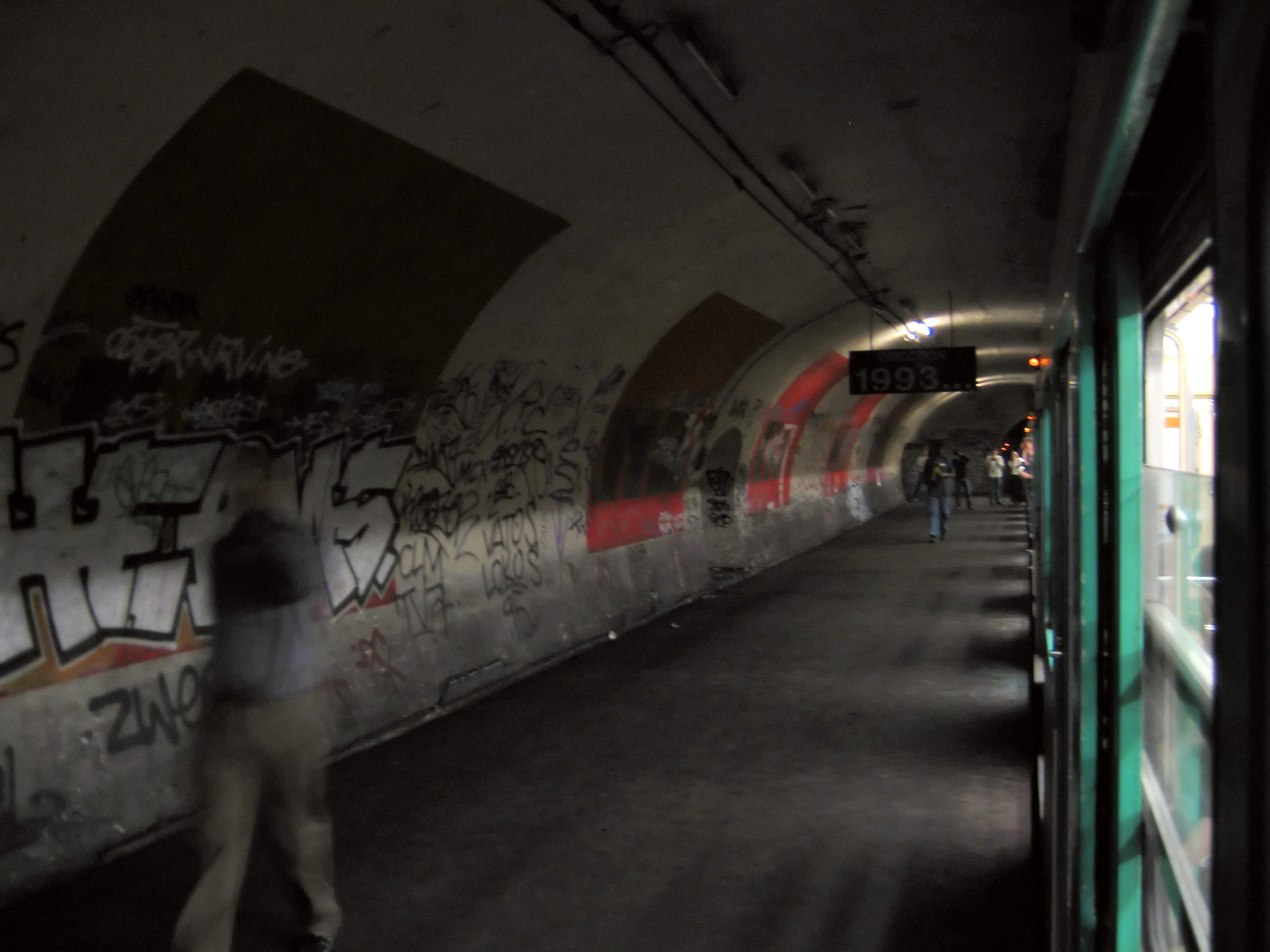
La stazione
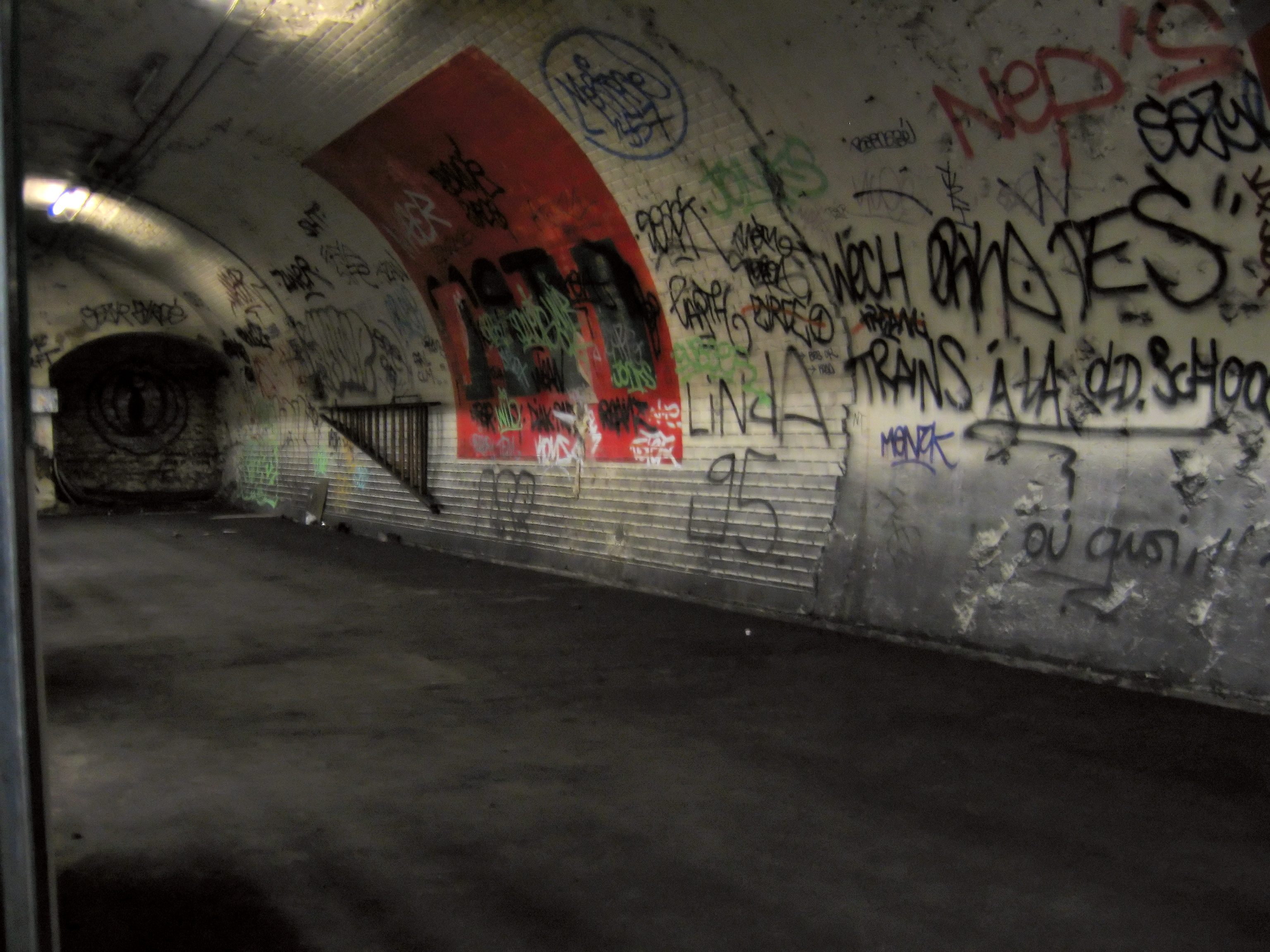
La stazione
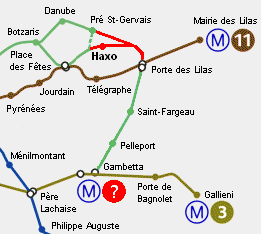
La stazione su una mappa